# Cannole
Cannole är en ort och kommun i provinsen Lecce i regionen Apulien i Italien. Kommunen hade 1 680 invånare (2017).